# 1986年香港
|        | 香港歷史 \| 香港歷史年表                                                                                                   |
| 世紀： | 19世紀香港 \| 20世紀香港 \| 21世紀香港                                                                                     |
| 年代： | 1950年代香港 \| 1960年代香港 \| 1970年代香港 \| 1980年代香港 \| 1990年代香港 \| 2000年代香港 \| 2010年代香港               |
| 年份： | 1982年香港 \| 1983年香港 \| 1984年香港 \| 1985年香港 \| 1986年香港 \| 1987年香港 \| 1988年香港 \| 1989年香港 \| 1990年香港 |
| 紀年： | 丙寅年（虎年）、香港開埠145周年、香港重光41周年                                                                            |

## 政府

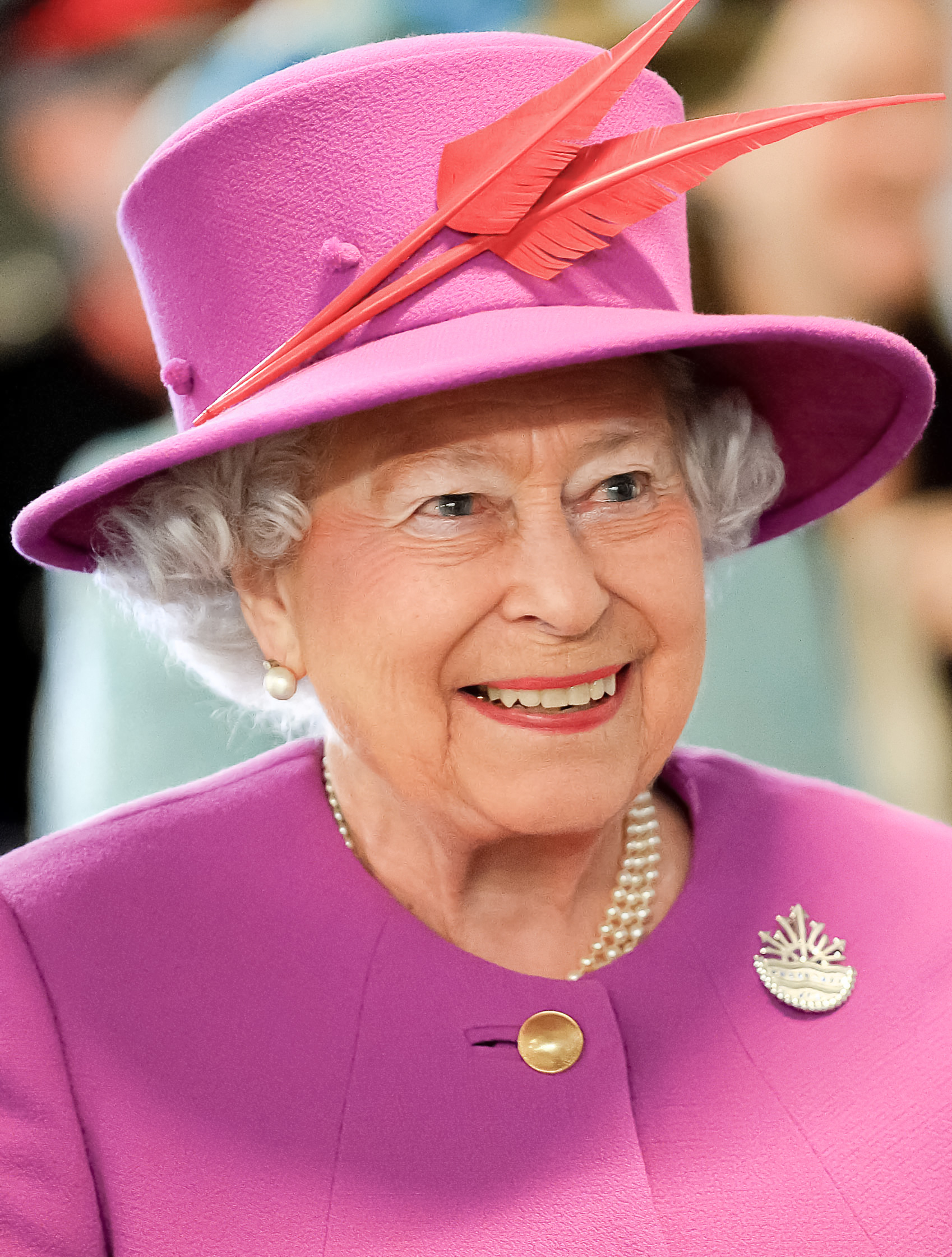
英国君主：伊丽莎白二世

## 大事記

### 1月
- 1月8日，荃灣城門郊野公園發生三級山火，焚燬900公頃植林區及13萬棵樹。[1]
- 1月19日，筲箕灣東大街髮型屋命案。
- 1月26日，沙田第一城發生煤氣爆炸案，3死4傷。[2]
- 1月27日，石硤尾大坑東木屋區朱牯仔村發生四級大火，焚屋三百餘間。[3]

夷為平地

### 2月
2月11日，一輛行走101線的九巴富豪B10MD（VMD1，車牌號碼DC4146）駛經卑路乍街近爹核士街時，因有乘客留下菸蒂（當時巴士上層並不禁菸），導致上層車廂冒煙，消防員到場將火救熄。雖然肇事巴士底盤及引擎並沒有受損，但因整個上層被燒光而不獲修復，提早於1988年退役，整副底盤被Ranger Roadways賣往英國重建為客車，但後來卻不了了之。
- 祈德尊新邨動工。[來源請求]

### 3月
- 3月6日：1986年香港市政局及區域市政局選舉
- 3月12日：大大旺角總店與其分店因1982至84年間出現財政問題而宣佈結業，而總店舊址於2年後改建為今天的「聯合廣場」。
- 3月13日：一輛由筲箕灣往美孚的102線丹尼士巨龍12米巴士（3N50，車牌號碼DD6266），在鰂魚涌英皇道近芬尼街失控衝上路中心的安全島，撞倒一批等候過馬路的途人，釀成2死6傷。
- 3月18日：秀茂坪警署1名警員佩槍走火。[4]
- 3月27日：達明一派的首張EP面世。同日，已故歌手盧凱彤出生。

### 4月
- 4月7日：
  - 香港上海匯豐銀行香港總行新廈落成啟用。
  - 因應上環站於5月啟用及九龍塘站與日俱增的轉綫客量，地鐵列車由6卡全面增至8卡。
- 4月9日：金鐘地鐵站瘋漢推人落路軌案，日資公司經理留醫兩天後不治。
- 4月12日：林憶蓮憑歌曲《放縱》成功奪得人生中首支港台中文歌曲龍虎榜冠軍歌，開始了長達30多年樂壇天后之路。

### 5月
- 5月3日：中華航空334號班機劫機事件，機長王錫爵騎劫中華航空波音747飛機投奔大陸
- 5月8日，葵涌葵興邨發生郭亞女事件。
- 5月9日，
  - 何文田愛民邨街市豆腐檔東主遭人刺死。[5]
  - 沙田娛樂城外發生命案，1名15歲青年被十多名男子以刀亂斬至重傷不治。[6]
- 5月23日：地鐵港島綫上環站落成通車。
- 5月27日：太古廣場地皮由太古地產奪得

### 6月
- 6月2日：一輛行走51線往錦田方向的亞比安55型（L282，車牌號碼BK4972）在錦田公路及錦上路交界因剎車系統故障，與對面線的旅遊巴士相撞，旅遊巴士司機死亡，46人受傷。
- 6月7日：地鐵藍田站動工興建。[來源請求]
- 6月15日：旺角廣華街衣櫃藏屍案。
- 6月17日：中環利源東街女子髮型屋劫殺案。
- 6月26日：公主道天橋進行擴闊重建計劃。[7]

### 7月
- 7月16日：油塘萬年工業大廈五級火（17傷）[8]
- 香港自1979年後再發生霍亂，自入夏開始已有逾三十宗個案，醫務衛生署副署長李紹鴻宣佈香港成為疫埠，市政總署及警方亦鐵腕掃蕩無牌熟食小販，港府也呼籲市民盡快到各區注射站注射預防霍亂疫苗

### 8月
- 8月：九廣鐵路太和站動工興建。[9]
- 8月17日：樂富邨宏旭樓發生姦殺案，赤裸女童頸纏繩索。[10]
- 8月下旬－9月上旬：路徑迂迴的颱風韋恩三度吹襲香港，是史上首個熱帶氣旋吹襲致颱風信號「三上三落」。[11]
- 8月31日：香港科學館籌備工作完成[來源請求]

### 9月
- 9月25日：港督尤德爵士主持東區海底隧道動土。[12]
- 9月26日—香港女子保齡球手車菊紅贏得漢城亞運保齡球金牌，是本港亞運史上第一面金牌[13]
- 香港文化中心動工興建。[來源請求]

### 10月
- 10月1日：秀茂坪曉明閣母女雙屍案。
- 10月8日：
  - 葵涌榮來工業大廈一間皮革廠洩漏化學物品導致猛烈爆炸，當局列為三級火警處理，14名工人於10月14日至1987年1月先後不治身亡，另有10人受輕重傷。[14][15][16]
  - 落馬洲過境通道動工興建。[來源請求]
- 10月21日：英女王伊利沙伯二世第二次訪問香港。[17]
- 10月29日：
  - 上水彩園邨彩華樓一住戶門外發現土製炸彈。[18]
  - 4名槍匪搶劫彌敦道三一八號愛運佳珠寶公司。[19]

### 11月
- 11月1日：政府宣告由1990年元旦起取消所有電話地區字頭，最終於1989年12月30日落實。
- 11月2日：第1次高山大會在高山劇場舉行。
- 11月5日：屯門石排頭路發生九巴翻車意外，5死58傷（參見利蘭勝利二型#意外）。[20]
- 11月8日：荔枝角公園動工興建。[來源請求]
- 11月19日：亞視趁TVB台慶，於紅館舉辦《電視先生選舉》作抗衡。

### 12月
- 12月5日：尤德爵士在北京去世，成為唯一在任內逝世的港督。[21]
- 12月6日：布政司鍾逸傑任署理港督。
- 12月14日：銅鑼灣裁判司署進駐新入伙的灣仔政府大樓，88年底重建為私人住宅栢景臺。
- 12月16日：油蔴地白加士街一鳳姐被殺兩兇徒下毒手腹部三刀致命。[22]
- 12月22日：一輛行走59A線的利蘭勝利二型（G387，車牌號碼CS8241）在葵涌道及葵安路交界與一輛正接載病人的救護車相撞，因延誤救援時間，導致救護車內病人失救不治。

- 日期不詳：鄭丹瑞首日擔任《勁歌金曲》主持，開始了他長達30多年(非定期)TVB音樂節目主持之路。

### 節慶
下列節慶，如無註明，均是香港的公眾假期，同時亦是法定假日（俗稱勞工假期）。有 # 號者，不是公眾假期或法定假日（除非適逢星期日或其它假期），但在商業炒作下，市面上有一定節慶氣氛，傳媒亦對其活動有所報導。詳情可參看香港節日與公眾假期。
- 1月1日（星期三）：元旦
- 2月8日（星期六）：農曆年初一之前一日（補2月9日）
- 2月9日（星期日）：農曆年初一
- 2月10日（星期一）：農曆年初二
- 2月11日（星期二）：農曆年初三
- 3月28日（星期五）：耶穌受難節（是公眾假期，但不是法定假日）
- 3月29日（星期六）：耶穌受難節翌日（是公眾假期，但不是法定假日）
- 3月31日（星期一）：復活節星期一（是公眾假期，但不是法定假日）
- 4月4日（星期五）：兒童節 #
- 4月5日（星期六）：清明節
- 6月11日（星期三）：端午節
- 6月14日（星期六）：英女皇壽辰（是公眾假期，但不是法定假日）
- 6月16日（星期一）：英女皇壽辰後第一個星期一（是公眾假期，但不是法定假日）
- 8月23日（星期六）：8月份最後一個星期一之前一個星期六（是公眾假期，但不是法定假日）
- 8月25日（星期一）：8月份最後一個星期一為重光紀念日
- 9月18日（星期四）：中秋節 #
- 9月19日（星期五）：中秋節翌日
- 10月12日（星期日）：重陽節
- 10月13日（星期一）：重陽節翌日（補10月12日）
- 10月22日（星期三）：英女王伊利沙伯二世訪港（是公眾假期，但不是法定假日）
- 10月31日（星期五）：萬聖夜 #
- 12月22日（星期一）：冬至（是法定假日，但不是公眾假期，根據法定假日放假的機構，或會聖誕節放假，冬至不放假。部份機構或會提早下班）
- 12月24日（星期三）：平安夜#（不是公眾假期或法定假日，但部份機構或會提早下班或放假一天）
- 12月25日（星期四）：聖誕節（根據法定假日放假的機構，或會冬至放假，聖誕節不放假）
- 12月26日（星期五）：聖誕節後第一個周日（是公眾假期，但不是法定假日）
- 12月31日（星期三）：公曆除夕# （不是公眾假期或法定假日，但部份機構或會提早下班或放假一天）

## 出生人物
- 4月18日：
  - 王嘉偉，藝名東方昇，毛記「偽員」
  - 李芯駖，香港女子音樂組合COLLAR成員
- 5月5日：王君馨，香港藝人
- 6月1日：晴天林，網絡歌手，以二次創作歌曲聞名
- 6月9日：羅力威，唱作人，第一屆《亞洲星光大道》總冠軍
- 6月24日：朱智賢，香港藝人
- 7月22日：樂瞳，香港藝人
- 8月31日：梁釗峰，香港歌手，C AllStar成員
- 9月14日：鍾凱琪，無綫特約藝員
- 10月12日：陳家樂，香港藝人
- 11月24日：菊梓喬，香港藝人，音樂人
- 11月26日：陳詠謙，填詞人，音樂人
- 11月30日：郭永禧、郭永健，前者任建築師，後者則為香港工黨主席
- 12月25日：石詠莉，香港藝人，新界原居民